# 歩兵第69連隊
歩兵第69連隊（ほへいだい69れんたい、歩兵第六十九聯隊）は、大日本帝国陸軍の連隊のひとつ。

## 沿革
- 1907年（明治40年）10月30日 - 歩兵第7連隊および歩兵第35連隊内に設置[1]。
- 1908年（明治41年）

3月4日 - 富山県婦負郡東呉羽村大字五福村に移転。
5月8日 - 軍旗拝受
- 1914年（大正3年）

4月4日 - 朝鮮守備交代のため歩兵第31旅団司令部（井野口春清少将）とともに出発。伏木港から朝鮮半島へ渡る
4月8日 - 留守隊を設置し事務を開始
- 1916年（大正5年）6月21日 - 富山へ帰還
- 1921年（大正10年）4月22日 - シベリア出兵に伴い富山を出発。七尾港からシベリアへ渡る[4]
- 1922年（大正11年）9月 - シベリアから帰還
- 1925年（大正14年）5月1日 - 宇垣軍縮により廃止される。旧歩兵第69連隊のうち600余名は、新たに金沢から富山に配属された歩兵第35連隊と編合した[5]

- 1937年（昭和12年）

8月 - 動員下令
8月31日 - 軍旗拝受、第109師団隷下となる
華北に派遣され、太原攻略戦などに参加後、太原周辺にて治安戦に従事
- 1940年（昭和15年）

2月 - 復員
10月 - 再編成される
10月4日 - 再度軍旗を拝受し、第52師団隷下となる
- 1942年（昭和17年）

1月 - 大本営予備として待機
7月 - 戦事編成を解かれ内地に駐屯
- 1943年（昭和18年） - トラック島に進出、防御陣地構築に当たる
- 1945年（昭和20年）

3月 - 陣地がほぼ完成する
8月 - 終戦

## 歴代連隊長
| 第一次 |            |                         |                |
| 1      | 長岡保     | 1907.10.22 - 1910.11.30 | 中佐、大佐昇進 |
| 2      | 尾藤知勝   | 1910.11.30 - 1913.3.4   |                |
| 3      | 大村信行   | 1913.3.4 - 1914.8.8     |                |
| 4      | 久世為次郎 | 1914.8.10 - 1916.1.21   |                |
| 5      | 村井多吉郎 | 1916.1.21 - 1917.9.22   |                |
| 6      | 西田友幸   | 1917.9.22 -             |                |
| 7      | 川村尚武   | 1919.2.20 - 1921.7.20   |                |
| 8      | 篠尾良重   | 1921.7.20 - 1923.8.6    |                |
| 9      | 倉島富次郎 | 1923.8.6 - 1925.5.1     |                |
| 第二次 |            |                         |                |
| 1      | 佐々木勇   | 1937.8.20 -             |                |
| 2      | 市川元治   | 1939.12.20 -            |                |
| 3      | 松野英太郎 | 1940.10.15 -            |                |
| 末     | 柴野為亥知 | 1943.8.2 -              |                |